# Кевін Баланта
Кевін Баланта (ісп. Kevin Balanta; нар. 28 квітня 1997, Сантандер-де-Куїлікао) — колумбійський футболіст, півзахисник клубу «Тіхуана».
Виступав, зокрема, за олімпійську збірну Колумбії.

## Клубна кар'єра
У дорослому футболі дебютував 2014 року виступами за команду клубу «Депортіво Калі», кольори якого захищав до 2019 року. Влітку 2019на правах оренди перейшов до мексиканської команди «Тіхуана», з 2020 уклав з клубом контракт.

## Виступи за збірні
З 2015 року захищав кольори олімпійської збірної Колумбії. У складі цієї команди провів 10 матчів. У складі збірної — учасник футбольного турніру на Олімпійських іграх 2016 року у Ріо-де-Жанейро.
2016 року дебютував в офіційних матчах у складі національної збірної Колумбії. Наразі провів у формі головної команди країни 1 матч.

## Титули і досягнення
- Переможець Суперліги Колумбії (1): 2014
- Чемпіон Колумбії (1): 2015 А